# Hans Moritsch
Hans Moritsch (* 26. Juli 1924 in Wien; † 12. November 1965 ebenda) war ein österreichischer Mediziner und Mikrobiologe. Er war einer der Entdecker des Erregers der „Zeckenkrankheit“ Frühsommer-Meningoenzephalitis (FSME). 
Hans Moritsch war der Sohn des Chirurgen und Universitätsprofessors Paul Moritsch. Nach dem Kriegsdienst begann er 1945 das Medizinstudium an der Universität Wien, das er 1949 mit der Promotion abschloss. Er blieb an der Universität und wurde zunächst Dozent für Hygiene und Mikrobiologie, und 1959 ordentlicher Universitätsprofessor und Direktor des Hygiene-Instituts. 
Moritsch klärte die Entstehung der serösen Frühsommer-Meningoenzephalitis durch das FSME-Virus auf. Im Herbst 1965 infizierte er sich im Labor mit dem Virus und starb wenige Wochen später. Sein ehrenhalber gewidmetes Grab befindet sich am Friedhof Mauer (Gruppe 46, Reihe 10, Nummer 11) in Wien. 1966 erhielt er posthum den Paracelsusring der Stadt Villach.

## Veröffentlichungen (Auswahl)
- Hans Moritsch, Josef Krausler: Die endemischen Frühsommermenigoencephalitis im Wiener Becken (Schneider’sche Erkrankung). In: Wiener klinische Wochenschrift. Bd. 69 (1957), S. 921–926.